# Злови і відпусти
«Злови і відпусти» (англ. Catch and Release) — романтична комедія.

## Сюжет
Після смерті свого нареченого Грейді, який незадовго до весілля помер в результаті нещасного випадку, Грей, намагаючись повернутися до нормального життя, переїздить у квартиру, де живуть її друзі Сем і Денніс. Незабаром Грей з'ясовує, що її наречений був таємним мільйонером і що кожного місяця він надсилав гроші невідомому нею адресатові. Врешті-решт Грей розуміє, що покійний зовсім не був ідеальною людиною, яким він їй здавався. Пережити це неприємне відкриття їй допомагає Фріц, найкращий друг Грейді, що переживає до Грей романтичні почуття.